# Blumea canalensis
Blumea canalensis là một loài thực vật có hoa trong họ Cúc. Loài này được S.Moore mô tả khoa học đầu tiên năm 1921.